# Заєзеже (Західнопоморське воєводство)
Заєзеже (пол. Zajezierze) — село в Польщі, у гміні Лобез Лобезького повіту Західнопоморського воєводства.
Населення — 194 особи (2011).
У 1975-1998 роках село належало до Щецинського воєводства.

## Демографія
Демографічна структура станом на 31 березня 2011 року:
|          | Загалом | Допрацездатний вік | Працездатний вік | Постпрацездатний вік |
| -------- | ------- | ------------------ | ---------------- | -------------------- |
| Чоловіки | 90      | 14                 | 67               | 9                    |
| Жінки    | 104     | 18                 | 57               | 29                   |
| Разом    | 194     | 32                 | 124              | 38                   |